# 함석민
함석민(咸錫敏, 1994년 2월 14일 ~ )은 대한민국의 축구 선수이다. 현 K3리그 FC 목포 소속이며, 포지션은 골키퍼이다.

## 수상

### 개인
- 2013년 전국추계대학축구연맹전 골키퍼상

### 클럽
- 2011년 전국체육대회 고등부
- 2013년 전국추계대학축구연맹전